# 高子内親王
高子内親王（たかいこ / こうしないしんのう）は、仁明天皇第12皇女。母は百済王永慶。賀茂斎院。
父である仁明天皇の即位にともない、天長元年（833年）3月26日、伊勢斎宮久子内親王と同時に斎院に卜定。嘉祥3年（850年）3月21日に仁明天皇が崩御したことにより在任17年で退下。貞観8年（866年）6月16日、無品のまま没した。